# 小島敏男
小島 敏男（こじま としお、1939年〈昭和14年〉11月11日 - ）は、日本の政治家。自由民主党所属。立正大学名誉教授。
文部科学副大臣（第2次小泉改造内閣・第3次小泉内閣）、防衛庁長官政務官（第1次小泉第1次改造内閣）、外務大臣政務官（第1次小泉内閣）、衆議院環境委員長、同北朝鮮による拉致問題等に関する特別委員長、衆議院議員（4期）、埼玉県議会議長、埼玉県議会議員（4期）、熊谷市議会議長、熊谷市議会議員（3期）などを歴任。

## 経歴
熊谷市議会議員3期・同議長、埼玉県議会議員4期・同議長を経て、1996年の第41回衆議院議員総選挙に立候補するものの落選。1999年1月、中島洋次郎の議員辞職に伴い、同月21日付で繰上当選。文部科学副大臣、外務大臣政務官を経て、2006年9月より、北朝鮮による拉致問題等に関する特別委員長として拉致問題の解決にあたる。更に衆議院環境委員長などを歴任した。
先の大戦による戦没者の遺骨収集を行うNPO法人空援隊の顧問であり、超党派の顧問議員団の会長を務めている。
2005年9月11日の第44回衆議院議員総選挙埼玉県第12区で4選を果たした。
2009年8月の第45回衆議院議員総選挙で落選。同年9月30日、年齢が70歳目前に迫っており再立候補時には70歳を超えてしまうことや世代交代への期待を理由に政界引退を表明した。2010年春、旭日重光章叙勲。

## 役職
- 外務大臣政務官（2001年5月～2002年9月）
- 防衛庁長官政務官（2002年10月～）
- 自由民主党副幹事長（2003年9月～）
- 文部科学副大臣（2004年9月～2005年10月）
- 環境委員会委員長　（2007年9月～）
- 北朝鮮による拉致問題等に関する特別委員会委員長（2006年9月～）
- NPO法人　空援隊　顧問・顧問議員団会長

## 所属していた議員連盟
- 神道政治連盟国会議員懇談会
- 日本会議国会議員懇談会
- 賃貸住宅対策議員連盟（事務局長代理）
- 道州制推進議員連盟（事務局長）
- しいたけ等振興議員連盟（事務局長）
- 自民党遊技業振興議員連盟
- 日本・チリ友好議員連盟（事務局長）
- 日本・インド友好議員連盟（事務局長）
- 日本の前途と歴史教育を考える議員の会（幹事長）
- 再チャレンジ支援議員連盟